# Mélanie Doutey
Mélanie Doutey (ur. 22 listopada 1978 w Paryżu) – francuska aktorka, nominowana w 2006 roku do nagrody filmowej Cezar za film Nie trzeba się zarzekać.

## Wybrana filmografia
- Kilka wolnych dni (2009) jako Emilie
- Nie trzeba się zarzekać (2005) jako Cécile
- Sny o potędze (2004)